# Liste der Kulturdenkmäler in Freisbach
In der Liste der Kulturdenkmäler in Freisbach sind alle Kulturdenkmäler der rheinland-pfälzischen Ortsgemeinde Freisbach aufgeführt. Grundlage ist die Denkmalliste des Landes Rheinland-Pfalz (Stand: 26. Juni 2023).

## Einzeldenkmäler
| Bezeichnung              | Lage                                                              | Baujahr                            | Beschreibung | Bild                           |
| ------------------------ | ----------------------------------------------------------------- | ---------------------------------- | --- | ------------------------------ |
| Rathaus                  | Hauptstraße 36 Lage                                               | 1729                               | ehemalige Schule; Walmdachbau, bezeichnet 1729 | weitere Bilder Fotos hochladen |
| Hoftor                   | Hauptstraße, zu Nr. 41 Lage                                       | 1716                               | Hoftor, bezeichnet 1716, Mannpforte 1841 erneuert | Fotos hochladen                |
| Hofanlage                | Hintergasse 11 Lage                                               | 1557                               | Hofanlage; Fachwerkhaus, erbaut 1557 (Datum auf dem Torstein) als kurfürstliches Jäger- und Försterhaus, Scheune von 1683 (Inschrift über dem Tor) | Fotos hochladen                |
| Wohnhaus                 | Hintergasse 14 Lage                                               | zweite Hälfte des 18. Jahrhunderts | Fachwerkhaus, wohl aus der zweiten Hälfte des 18. Jahrhunderts (im Bild zweites Haus von rechts) | weitere Bilder Fotos hochladen |
| Wohnhaus                 | Hintergasse 15 Lage                                               | 1814                               | eingeschossiges Fachwerkhaus, teilweise massiv, bezeichnet 1814 | weitere Bilder Fotos hochladen |
| Evangelische Pfarrkirche | Kirchgasse 2 Lage                                                 | ab 1530                            | Saalbau im Rokokostil, 1754, Westturm mit Zwiebelhaube, untere Teile spätgotisch, bezeichnet 1530. Das Portal, das heute von der Empore in den Turm führt, war wahrscheinlich einmal Außenpforte der Vorgängerkirche, welche 1193 erstmals erwähnt und 1690 während des pfälzischen Erbfolgekrieges stark beschädigt wurde. Architekt des Neubaus war Johann Georg Hotter. 1787 wurde bei Johann Georg Geib die Orgel mit 25 Registern bestellt. 1955 wurden im Inneren der Kirche die Marmorisierung originalgetreu durchgeführt. Die Gemälde stammen alle vom Landauer Maler Georg Menges aus dem Jahr 1754. | weitere Bilder Fotos hochladen |
| Brücke                   | nordwestlich des Ortes im Zuge der früheren Trasse der L 530 Lage | 18. Jahrhundert                    | Straßenbrücke über den Hirschgraben; einbogig, Sandsteinquader, eventuell noch aus dem 18. Jahrhundert | BW                             |
| Brücke                   | nordwestlich des Ortes im Zuge der früheren Trasse der L 530 Lage | 19. Jahrhundert                    | Straßenbrücke über den Modenbach; einbogig, Sandsteinquader, 19. Jahrhundert | BW                             |